# Noviherbaspirillum malthae
Espèce
Noviherbaspirillum malthae est une espèce de bactéries gram-négatives de la famille des Oxalobacteraceae.

## Historique
L'espèce Noviherbaspirillum malthae a été décrite en 2013 sur la base d'une souche de bactérie isolée d'un sol contaminé par du pétrole dans la ville de Kaohsiung à Taïwan.

## Description
L'espèce Noviherbaspirillum malthae est formée de bactéries gram-négatives aérobies en forme de bacilles avec des flagelles polaires. Les bacilles sont longs de 1,4 à 1,6 µm et larges de 1,0 à 1,2 µm. Les colonies de N. malthae sont de couleur paille, circulaires et lisses lorsque cette bactérie est cultivée sur milieu NA. La souche type de l'espèce, CC-AFH3, n'est pas fluorescente et ne produit pas d'acide à partir de différents carbohydrates. La croissance de ces bactéries est optimale à 30 °C et à un pH de 6.0 mais elle est possible aussi sur une gamme de 20 à 40 °C et à des pH de 5.0 à 10.0. Ces bactéries peuvent croître s'il y a moins de 2 % de NaCl.
Noviherbaspirillum malthae peut se contenter comme unique source de carbone l'acide β-hydroxybutirique, la L-proline et le Tween 80. Pour cela, elle ne peut pas utiliser le 2,3-butanediol'acide acétique, l'acide D-glucuronique, l'acide lactique, le D-fructose, l'α-D-glucose, glycérol, Glycogène,  et le méthyl ester d'acide pyruvique. Ces bactéries ne sont pas capables de réduire le nitrate et le nitrite. Au niveau des caractères biochimiques, elles présentent des réactions positives pour les tests de la phosphatase alcaline, de la phosphatase acide, de l'estérase (C4), de la lipase estérase, de la lipase, de la leucine arylamidase, la valine arylamidase, la cystine arylamidase et la naphthol-AS-BI-phosphohydrolase. Cette espèce a des réactions négatives pour les tests trypsine, α-chymotrypsine, α-galactosidase, β-galactosidase, β-glucuronidase, α-glucosidase, β-glucosidase, N-acetyl-β-glucosaminidase, α-mannosidase et α-
fucosidase.
Le contenu en bases nucléiques G+C est de 63,4 %.

## Taxonomie
Le nom correct complet (avec auteur) de ce taxon est Noviherbaspirillum malthae Lin et al. 2013. La souche type de cette espèce est la souche CC-AFH3 déposée dans des banques de cultures bactériennes sous les identifiants BCRC 80516 et JCM 18414,.

### Étymologie
L'étymologie du nom de cette espèce est la suivante : mal.tha’e. L. fem. n. maltha, une sorte de pétrole épais; L. gen. fem. n. malthae, du pétrole, car la souche type a été isolée d'un site contaminé par du pétrole.

### Phylogénie
Les analyses phylogénétiques basées sur la séquence de l'ARN ribosomale 16S ont montré que la séquence de l'espèce Noviherbaspirillum malthae est très homologue avec les souches types des espèces Herbaspirillum soli (96,5 %), H. aurantiacum (96,3 %), H. canariense (96 %), et H. psychrotolerans (95,4 %). Dans le même temps, les autres espèces d'Herbaspirillum sont homologues à moins de 95,4 % et forment un clade différent. Lors de la description de l'espèce Noviherbaspirillum humi, les analyses phylogénétiques montrent que l'espèce N. malthae est la plus proche.